# Coryne crassa
Coryne crassa är en nässeldjursart som beskrevs av John Fraser 1914. Coryne crassa ingår i släktet Coryne och familjen Corynidae. Inga underarter finns listade i Catalogue of Life.